# Solid State Logic
Solid State Logic (SSL) – producent wysokiej klasy sprzętów studyjnych i mikserów z siedzibą w Begbroke w Wielkiej Brytanii.

## Historia
Solid State Logic została założona w 1969 w Begbroke hrabstwie Oxfordshire w Anglii przez Colina Sandersa. Oddziały firmy znajdują się w Los Angeles, Mediolanie, Nowym Jorku, Paryżu i Tokio.
Ze sprzętów tej marki korzystają lub korzystali w przeszłości m.in. Alan Moulder, Nine Inch Nails, Bryan Adams, Peter Gabriel, Whitney Houston oraz Blur i Sting.
Początkowo w produkcji znalazł się półprzewodnikowy układ sterowania do organów piszczałkowych. W 1975 roku opracowano pierwszą konsolę mikserską.